# Sumusţā as Sulţānī
Sumusţā as Sulţānī är en ort i Egypten.   Den ligger i guvernementet Beni Suef, i den centrala delen av landet, 130 km söder om huvudstaden Kairo. Sumusţā as Sulţānī ligger 28 meter över havet och antalet invånare är 37 260.
Terrängen runt Sumusţā as Sulţānī är platt. Runt Sumusţā as Sulţānī är det mycket tätbefolkat, med 1 411 invånare per kvadratkilometer. Närmaste större samhälle är Al Fashn, 11,3 km söder om Sumusţā as Sulţānī. Trakten runt Sumusţā as Sulţānī består till största delen av jordbruksmark.